# Leaves of Grass (boek)

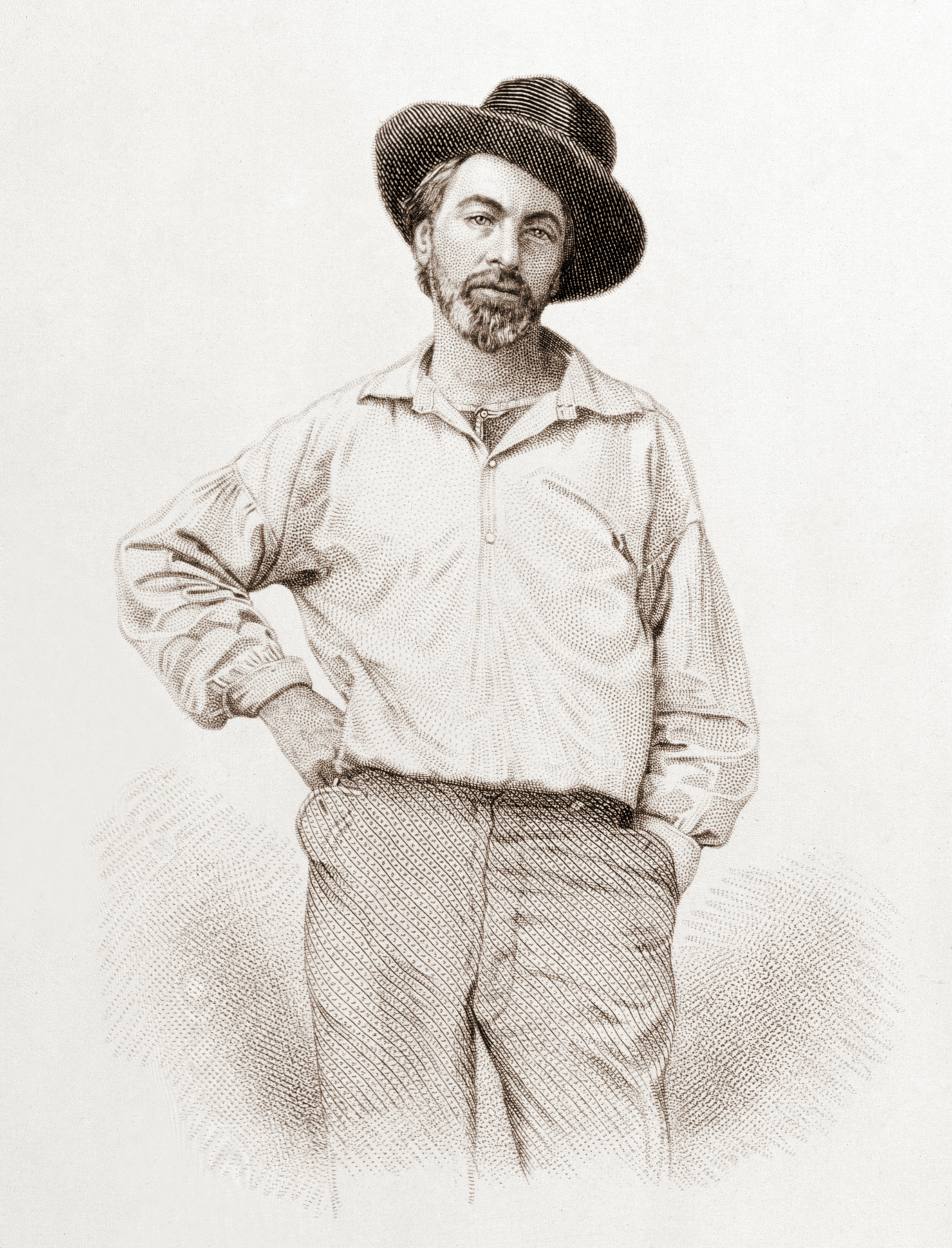
Walt Whitman, staalgravure uit Leaves of Grass, 1855

Leaves of Grass is een in 1855 gepubliceerde dichtbundel van de Amerikaanse dichter Walt Whitman (1819-1892).

## Uitgaven en ontvangst
Hoewel de eerste uitgave werd gepubliceerd in 1855, bleef Whitman zijn hele leven werken aan het redigeren van Leaves of Grass. Er verschenen verschillende aangepaste en aangevulde edities tot aan zijn dood. Tot de bekendste gedichten van deze verzameling behoren Song of Myself, I Sing the Body Electric, en (toegevoegd in latere uitgaven), Whitmans elegie voor de vermoorde president Abraham Lincoln, met de beroemde versregel: "When Lilacs Last in the Dooryard Bloom'd".
Whitman publiceerde in 1855 op eigen kosten een bundel van 12 gedichten, Leaves of Grass, waar hij al in 1847 aan was begonnen. Hij werd geïnspireerd om aan dit werk beginnen na het lezen van een essay van Ralph Waldo Emerson, die uitdrukking had gegeven aan een 'behoefte aan een 'uniek Amerikaanse dichter'. Toen het boek voor het eerst werd gepubliceerd, stuurde Whitman een exemplaar naar Emerson, die hem een lovende brief terugschreef. Whitmans held, Abraham Lincoln, genoot ook van een vroege versie van Leaves of Grass. Ondanks zulke hoge aanbevelingen werd Whitman beschuldigd van obsceniteit en immoraliteit. Bij de publicatie werd deze bundel al meteen bekritiseerd, vooral om Whitmans verheerlijking van het lichaam en van de seksualiteit, maar ook omwille van de nieuwe versvorm. Whitman maakte namelijk gebruik van het vrije vers, met lange, ritmische versregels die hij 'organisch' liet groeien. Nochtans wordt Leaves of Grass nu als Whitmans meesterwerk beschouwd, geapprecieerd om de rijke beeldentaal, de vranke, ongeremde uitdrukking, kortom als een poëziebundel die een frisse wind liet waaien in de Amerikaanse literatuur.
I celebrate myself,
And what I assume you shall assume,
For every atom belonging to me as good belongs to you— Walt Whitman: beginregels van Leaves of Grass
Ik vier mezelf, bejubel mezelf,
en wat ik ontvang, ontvang jij ook,
want elk atoom in mij is ook van jou.— Vertaling Jules Grandgagnage

## Nederlandse vertalingen
Van Leaves of Grass bestaat er voor het ogenblik (anno 2012) slechts één volledige vertaling: Leaves of Grass – Grasbladen. Die verscheen in 2005 bij uitgeverij Querido te Amsterdam ter gelegenheid van de 150e verjaardag van de eerste publicatie van deze bundel. 22 moderne Nederlandse dichters werkten eraan mee, onder redactie van Jacob Groot en Kees ’t Hart. In 1898 publiceerde Maurits Wagenvoort reeds een bloemlezing vertaalde gedichten
uit een latere druk van Leaves of Grass onder de titel Natuurleven. In 2007 verscheen een vertaling van een keuze uit de 'Deathbed edition', getiteld Grashalmen. Vertaler was Jabik Veenbaas, uitgever Wagner & Van Santen.

## Trivia
Jaren na dato werd bekend dat de Amerikaanse president Bill Clinton het boek Leaves of Grass aan de "Witte Huis"-stagiaire Monica Lewinsky cadeau deed tijdens de periode in 1995/1996 dat hij een geheime seksuele relatie met haar onderhield. Zij noemde het een "very meaningful present" en "een intiem boek dat je niet zo maar geeft".